# غشوة (نبات)
الغشوة[بحاجة لمصدر] أو الغاقة (الاسم العلمي: Ceropegia) هي جنس من النباتات يتبع الفصيلة الدفلية من رتبة الجنطيانيات.